# جزيرة الخزندارية
قرية جزيرة الخزندارية أو الخزندارية شرق هي إحدى القرى التابعة لمركز طهطا بمحافظة سوهاج في جمهورية مصر العربية. حسب إحصاءات سنة 2006، بلغ إجمالي السكان في جزيرة الخزندارية 8150 نسمة، منهم 4302 رجل و3848 امرأة.